# Alavasoma muniesai
Alavasoma muniesai es una especie de milpiés de la familia Origmatogonidae endémica del norte de la España peninsular; se encuentra en cavernas del País Vasco (España).